# Tony Marsh (Musiker)

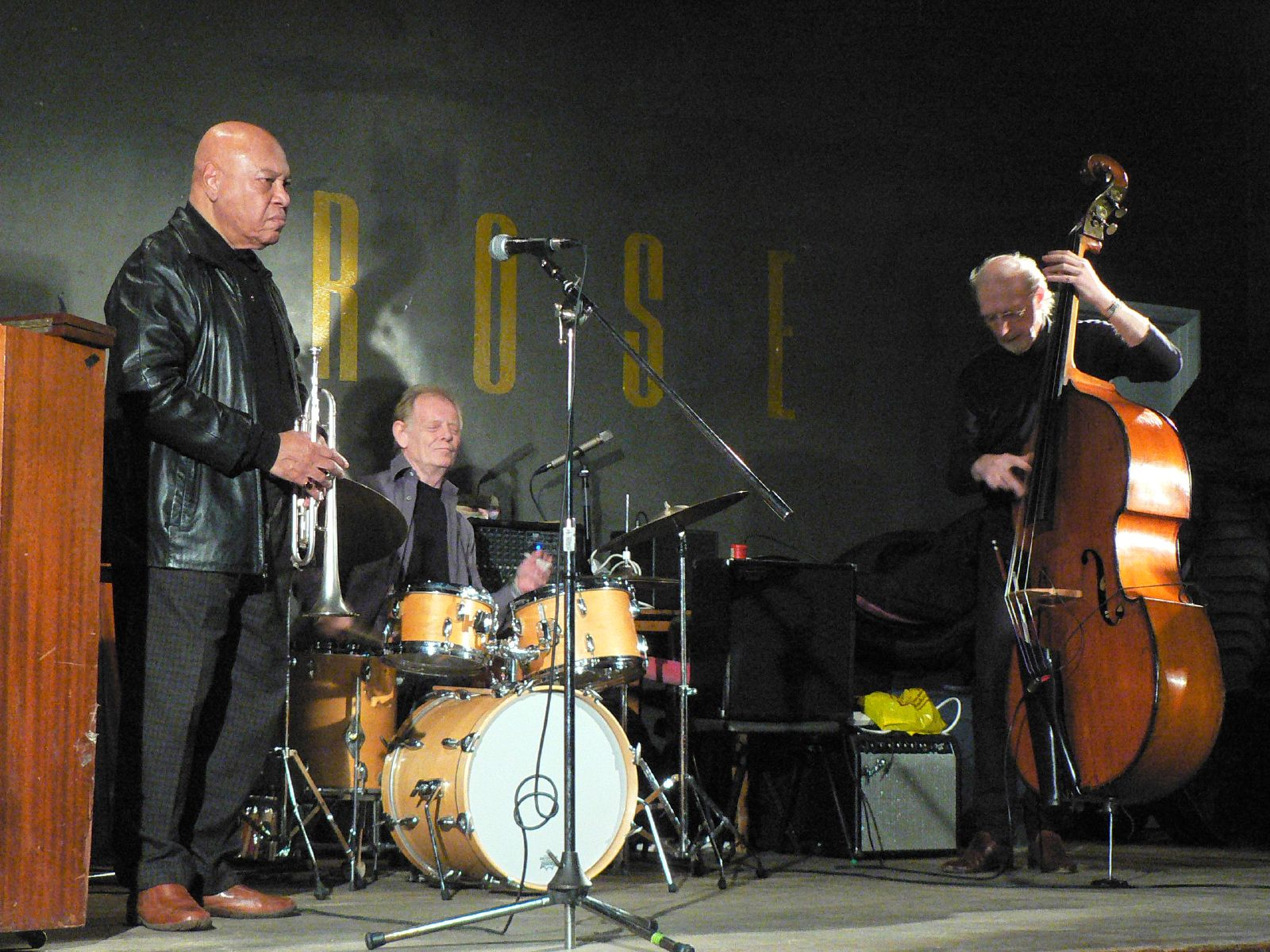
Tony Marsh (Mitte) mit Harry Beckett (links) und Nick Stephens (rechts) 2007; Foto: Andy Newcombe

Tony Marsh (eigentlich Anthony Vincent Stewart Marsh; * 19. August 1939 in Lancaster, England; † 9. April 2012) war ein britischer Jazz-Schlagzeuger.

## Leben und Wirken
Anthony „Tony“ Marsh war 208-DJ. Er arbeitete ab den 1970er Jahren in der englischen Jazz- und später auch in der Improvisationsszene. Seine Karriere begann er in Don Wellers Jazzrock-Band Major Surgery, zu der er bis 1979 gehörte, bevor er mit Musikern wie Evan Parker, John Surman, Howard Riley, Paul Dunmall, Phil Wachsmann und Elton Dean spielte. Marsh wurde 1982 Mitglied des Mike Westbrook Orchestra und wirkte auch bei dessen Alben On Duke’s Birthday (1984) und London Bridge is Broken Down (1987) mit. In den 1980er Jahren arbeitete er außerdem mit Harry Beckett, später mit  George Haslam und dem London Improvisers Orchestra. 2010 legte er mit Veryan Weston das Duoalbum Stops (Psi) vor; 2011 folgte das Album Quartet Improvisations. Noch im Frühjahr 2012 spielte er im Trio mit Shabaka Hutchings und Guillaume Viltard, außerdem mit Evan Parker und John Edwards sowie diesem und Roscoe Mitchell. Er starb an den Folgen einer Krebserkrankung.

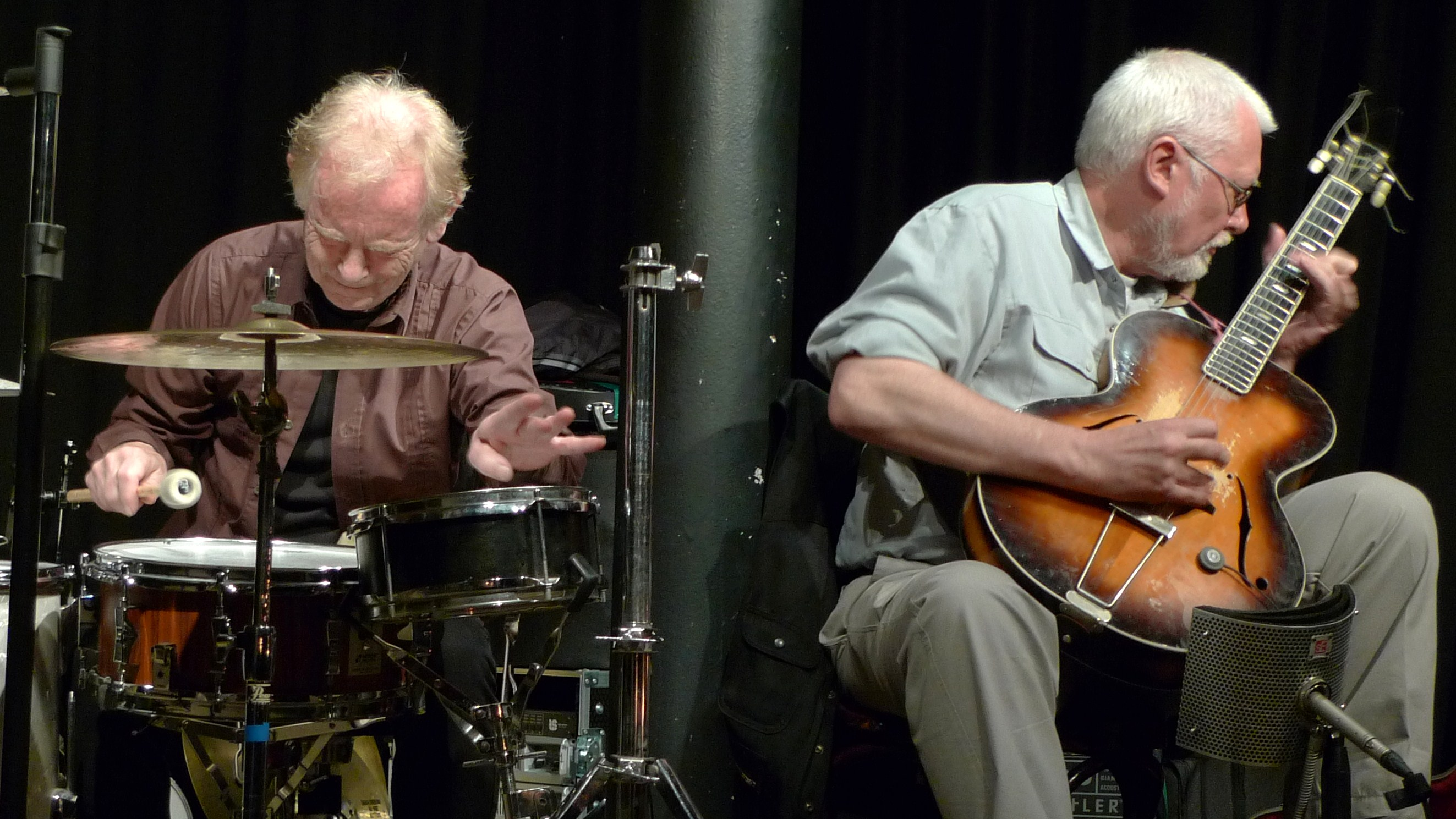
Tony Marsh und John Russell bei einem Auftritt im Londoner Vortex Jazz Club 2010

## Diskographische Hinweise
- Howard Riley: Feathers with Jaki (Slam, 1981–91)
- Harry Beckett: Images of Clarity (Evidence, 1992)
- George Haslam: Level Two (Slam, 1992)
- Simon Picard / Paul Rogers / Tony Marsh: News from the North (Intakt Records, 1993)
- Howard Riley: Wishing on the Moon (Future, 1995)
- Howard Riley/Elton Dean Quartet: Descending Circles (1996)
- Calling Signals: Live in the UK (FMR Records, 2005), mit Eivin One Pedersen, Frode Gjerstad, Nick Stephens
- Jon Corbett / Nick Stephens / Tony Marsh:  The Play's the Thing (2006)
- Mike Osborne: Force of Nature (Reel, 2008)
- Quartet Improvisations (Psi, 2011), mit Hannah Marshall, Neil Metcalfe, Alison Blunt